# Foreshore Freeway Bridge

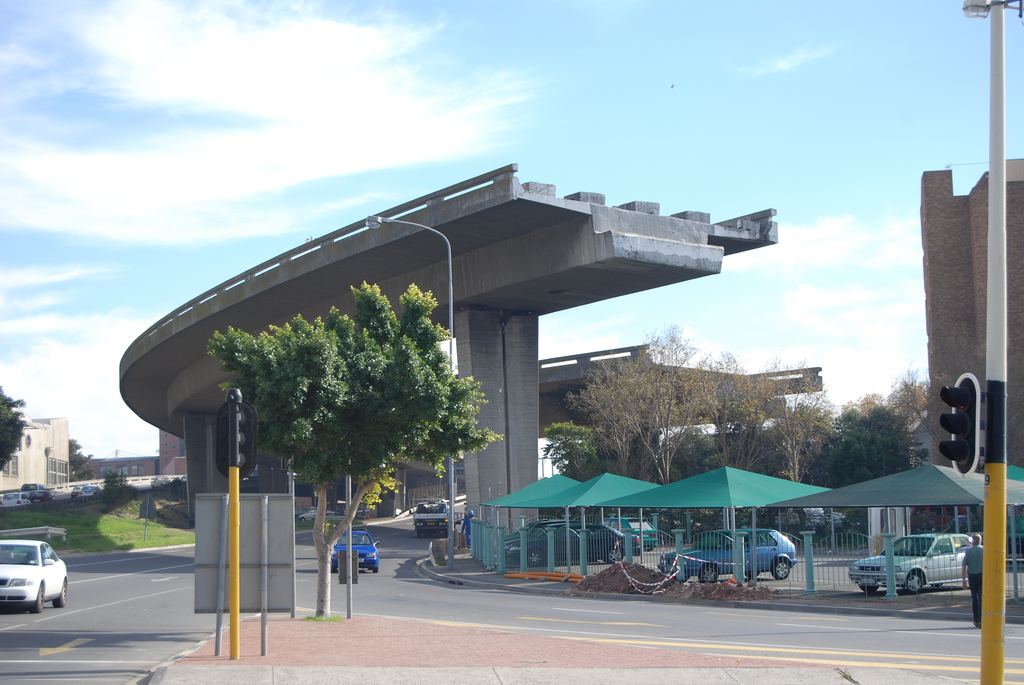
Die unfertige Foreshore Freeway Bridge, 2007

Die Foreshore Freeway Bridge ist ein Brückenbauwerk in der südafrikanischen Stadt Kapstadt. Der Bau der Brücke begann in den frühen 1970er Jahren, wurde jedoch 1977 abgebrochen und das Bauwerk bisher nicht vollendet.

## Geschichte
In den 1960er Jahren entwarfen Stadtplaner ein neues Straßennetz für Kapstadt, das die Stadtviertel am Hafen mit der Innenstadt verbinden sollte. Etwa 1970 begann der Bau eines neuen Freeways, in dessen Verlauf auch der Bau der Foreshore Freeway Bridge vorgesehen war. Bis 1977 wurden die Auffahrten an beiden Enden der geplanten Brücke errichtet, der Bau danach jedoch abgebrochen und nicht weitergeführt. Zwischen den gebauten Rampen an den Enden der Brücke fehlen etwa 260 Meter des Bauwerks.
Über die Gründe des Baustopps gab es verschiedene Spekulationen, die sich zum Teil zu urbanen Legenden entwickelten. So war zum Beispiel von einem Fehler der Ingenieure die Rede, der die Fertigstellung der Brücke unmöglich machte, ebenso wurde die Möglichkeit finanzieller Schwierigkeiten oder das Abnehmen der Verkehrsbelastung Ende der 1970er Jahre als Ursache in Betracht gezogen. Auch ein Ladenbesitzer, der sein Land nicht für den Brückenbau veräußern wollte, kursierte als Grund für den Abbruch des Baus, als gesichert nachgewiesen gilt jedoch keine der Erklärungen.

## Nutzung und Pläne

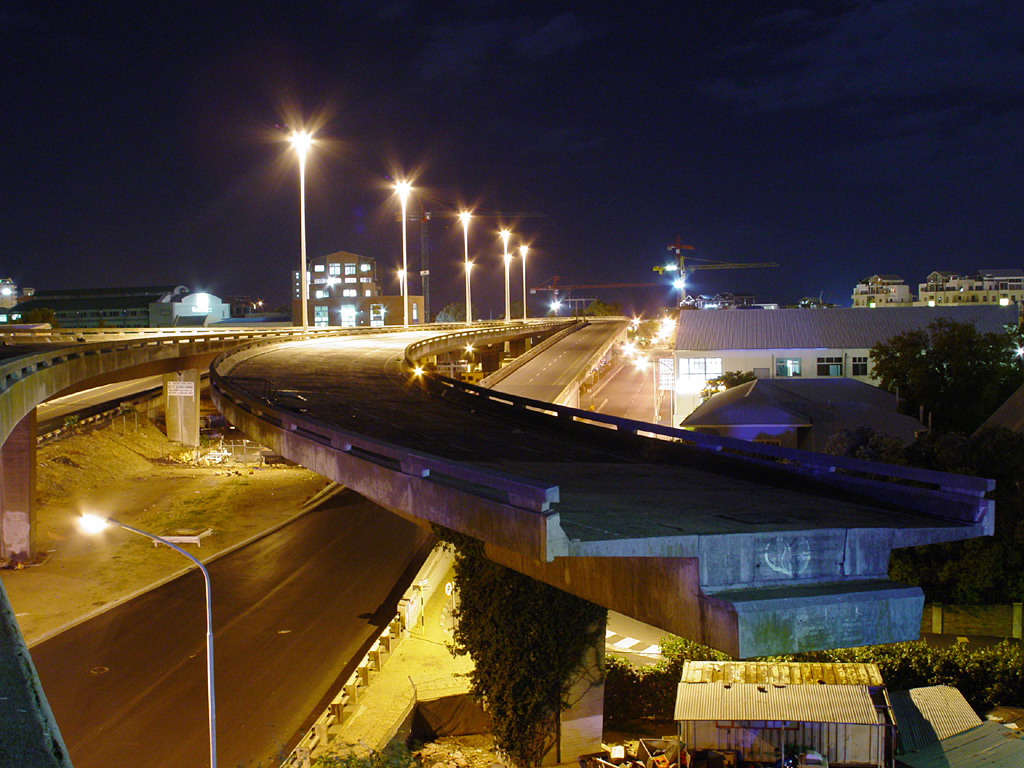
Die Foreshore Freeway Bridge 2003 bei Nacht

Die unfertige Brücke entwickelte sich in den Jahren nach dem Baustopp zu einer Touristenattraktion Kapstadts. Außerdem wurde sie als Kulisse für verschiedene Werbe- und Filmaufnahmen, zum Beispiel für die US-amerikanische Spielshow Fear Factor oder die britische Fernsehserie Black Mirror, genutzt.
Während der Fußball-Weltmeisterschaft 2010 wurde auf einer der Brückenrampen die laut Guinness-Buch der Rekorde größte Vuvuzela der Welt installiert. Den Bau des 35 Meter langen Objekts finanzierte die Hyundai Motor Company. Das Instrument wurde ferngesteuert und sollte vor jedem Spiel der WM einen Ton erzeugen. Wegen Bedenken seitens der Stadtverwaltung, das Geräusch könnte zu laut sein und den umlaufenden Verkehr stören, wurde eine eingeschränkte Nutzung vereinbart.
Studenten der Universität Kapstadt entwickelten in den Jahren 2013 und 2014 das „Future Foreshore Project“, in dem Ideen für eine künftige Gestaltung der Stadtteile um die unfertige Brücke gesammelt wurden. Eine Vision sah dabei vor, die Brückenrampen in öffentliche Parkanlagen umzugestalten und vom Fahrbahnende des Brückenstückes einen Wasserfall fließen zu lassen.
Die östliche Auffahrt der geplanten Brücke wurde seitens der Stadtverwaltung im Jahr 2015 als Parkplatz für das angrenzende Cape Town International Convention Centre (CTICC) freigegeben.
Im Juli 2016 veröffentlichte die Stadt Kapstadt unter der Schirmherrschaft von Bürgermeisterin Patricia de Lille eine Ausschreibung unter dem Motto „The Development of the Foreshore Freeway Precinct“ (deutsch „Die Entwicklung des Foreshore-Freeway-Bezirks“), um Vorschläge potentieller Investoren zu sammeln, wie die Infrastruktur des Stadtgebiets weiterentwickelt werden kann. In die Auswahl kamen schließlich sechs Vorschläge, die bis März 2017 der Öffentlichkeit im Cape Town International Convention Centre vorgestellt wurden. Lediglich einer der Pläne, der des Kapstädter Ingenieurbüros Mitchell Du Plessis Associates (MDA), sah die Fertigstellung der Brücke vor, andere wollten die Brückenfragmente zurückbauen und beispielsweise an ihrer Stelle Straßentunnel errichten. Die Entscheidung fiel zugunsten des Vorschlags von MDA. Anfang des Jahres 2018 gab die Stadtverwaltung Kapstadts bekannt, dass der Bau des Freeways und somit auch der Brücke wieder aufgenommen werden soll. Außer der Fertigstellung des Brückenbauwerks sollten mehrere neue Hochhäuser und weitere Infrastruktur entstehen. Aufgrund rechtlicher Bedenken über das Ausschreibungsverfahren sowie Vorwürfen von wirtschaftlichen Ungereimtheiten wurde das geplante Projekt allerdings noch im gleichen Jahr wieder eingestellt.